# Nepenthes northiana
Nepenthes northiana är en tvåhjärtbladig växtart som beskrevs av Joseph Dalton Hooker. Arten har fått sitt namn av den brittiska växtkonstnären Marianne North. Nepenthes northiana ingår i släktet Nepenthes och familjen Nepenthaceae. Inga underarter finns listade i Catalogue of Life.

## Bildgalleri

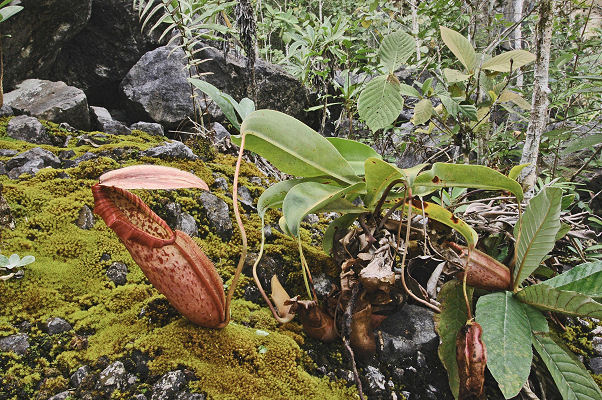
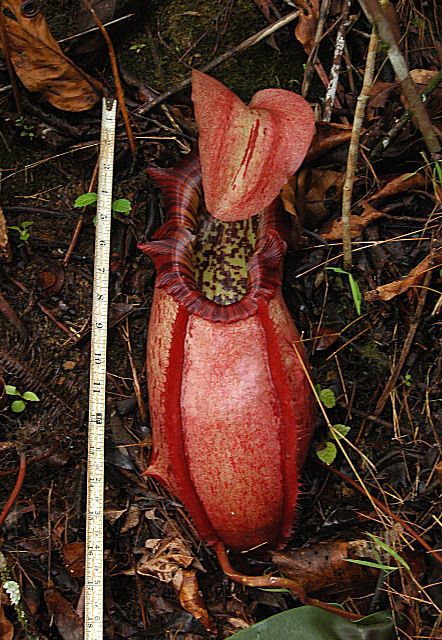
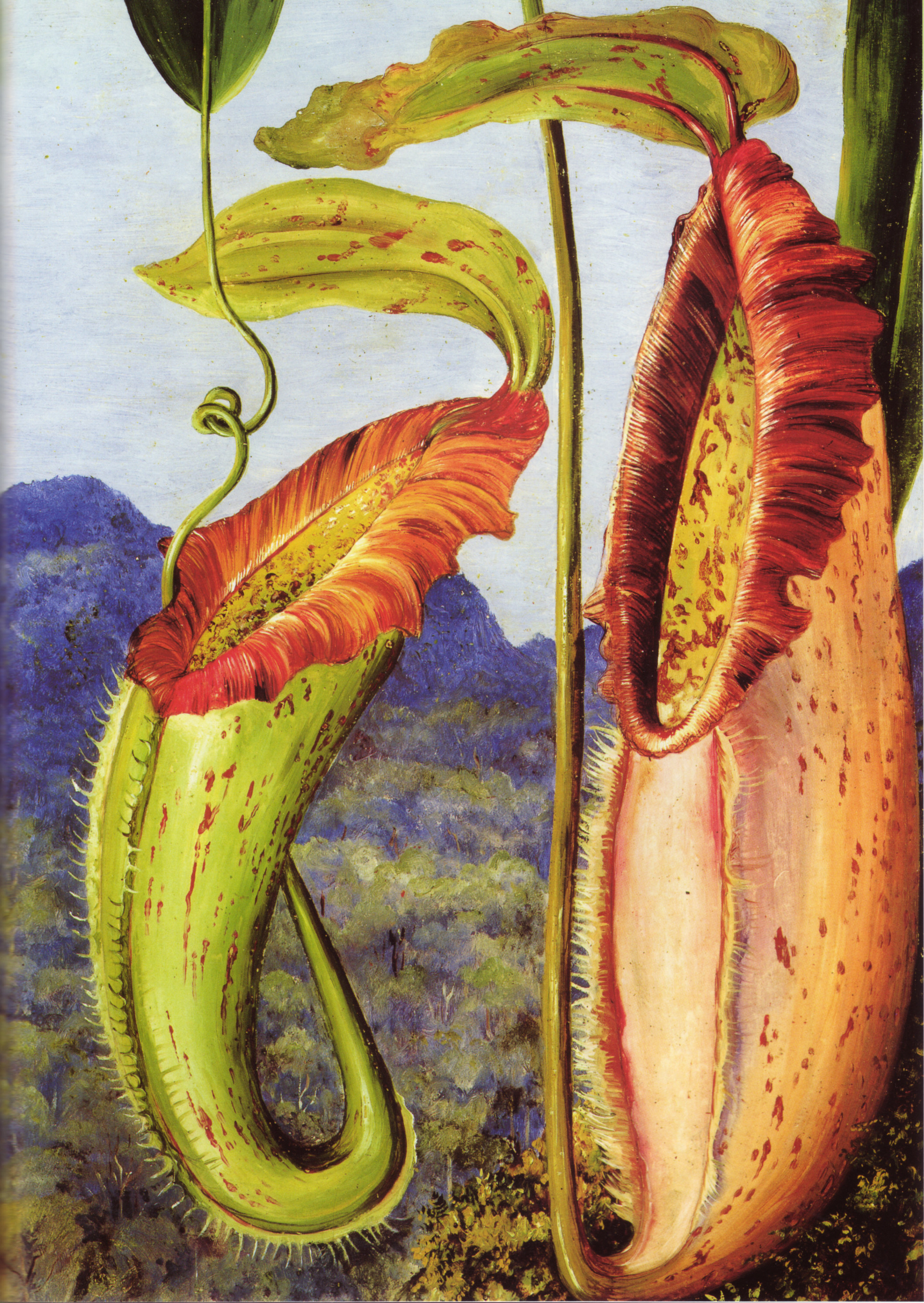
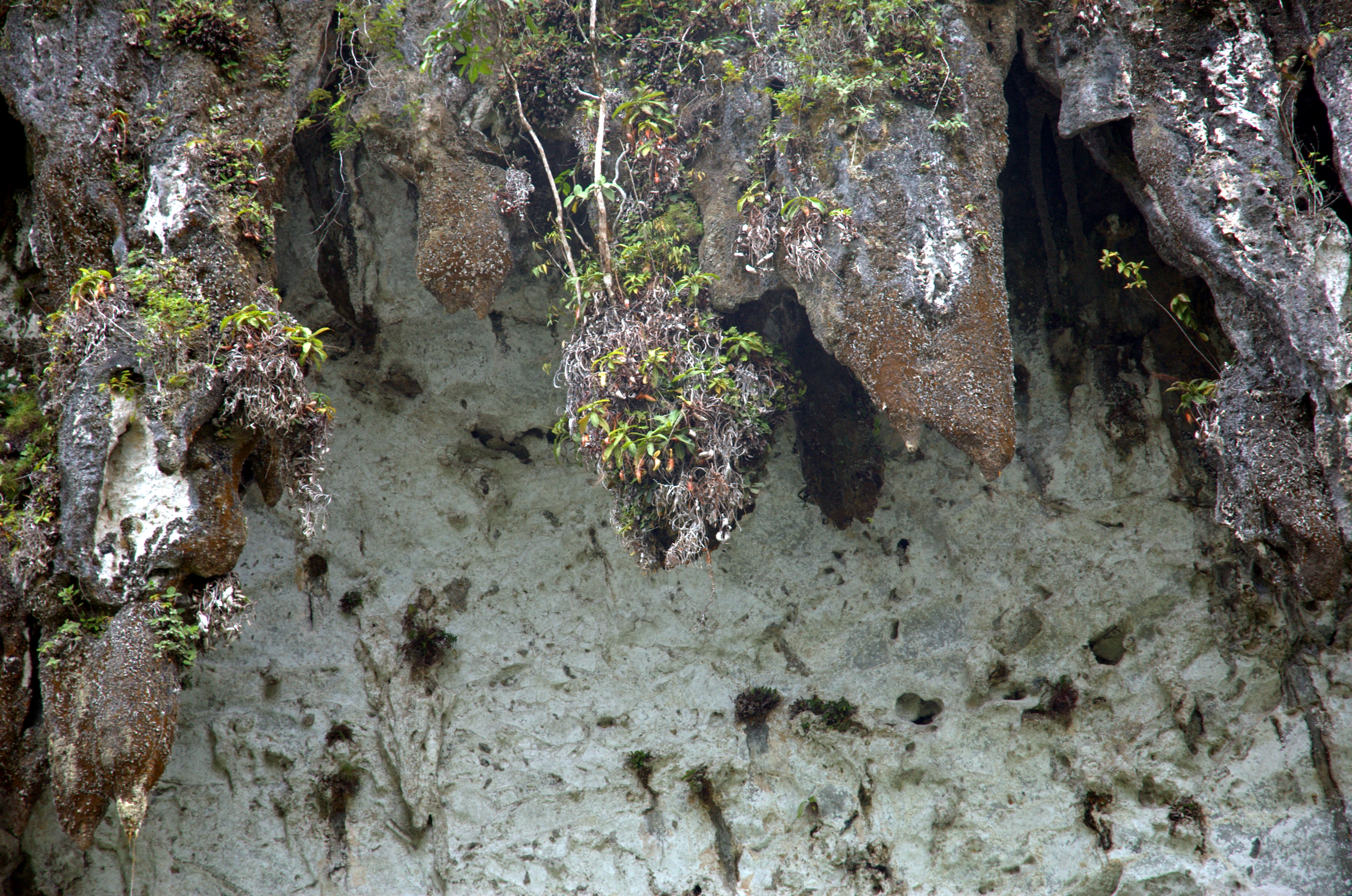
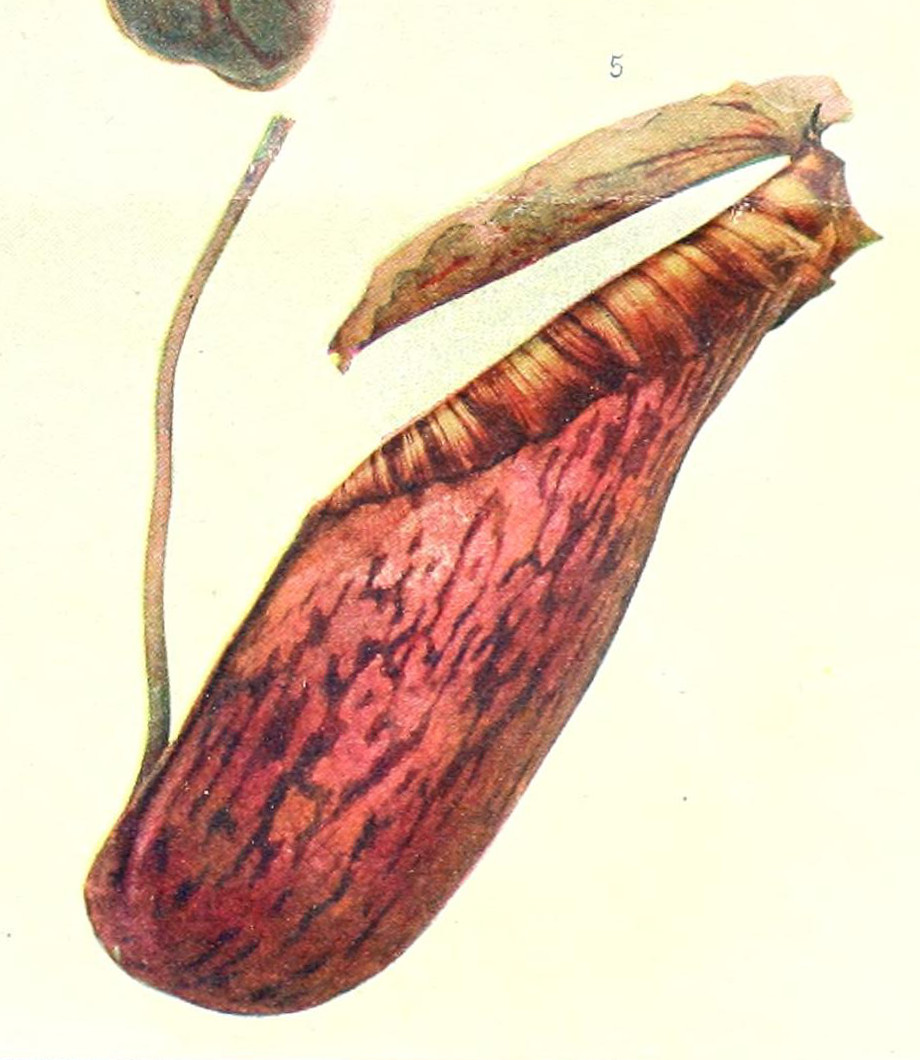
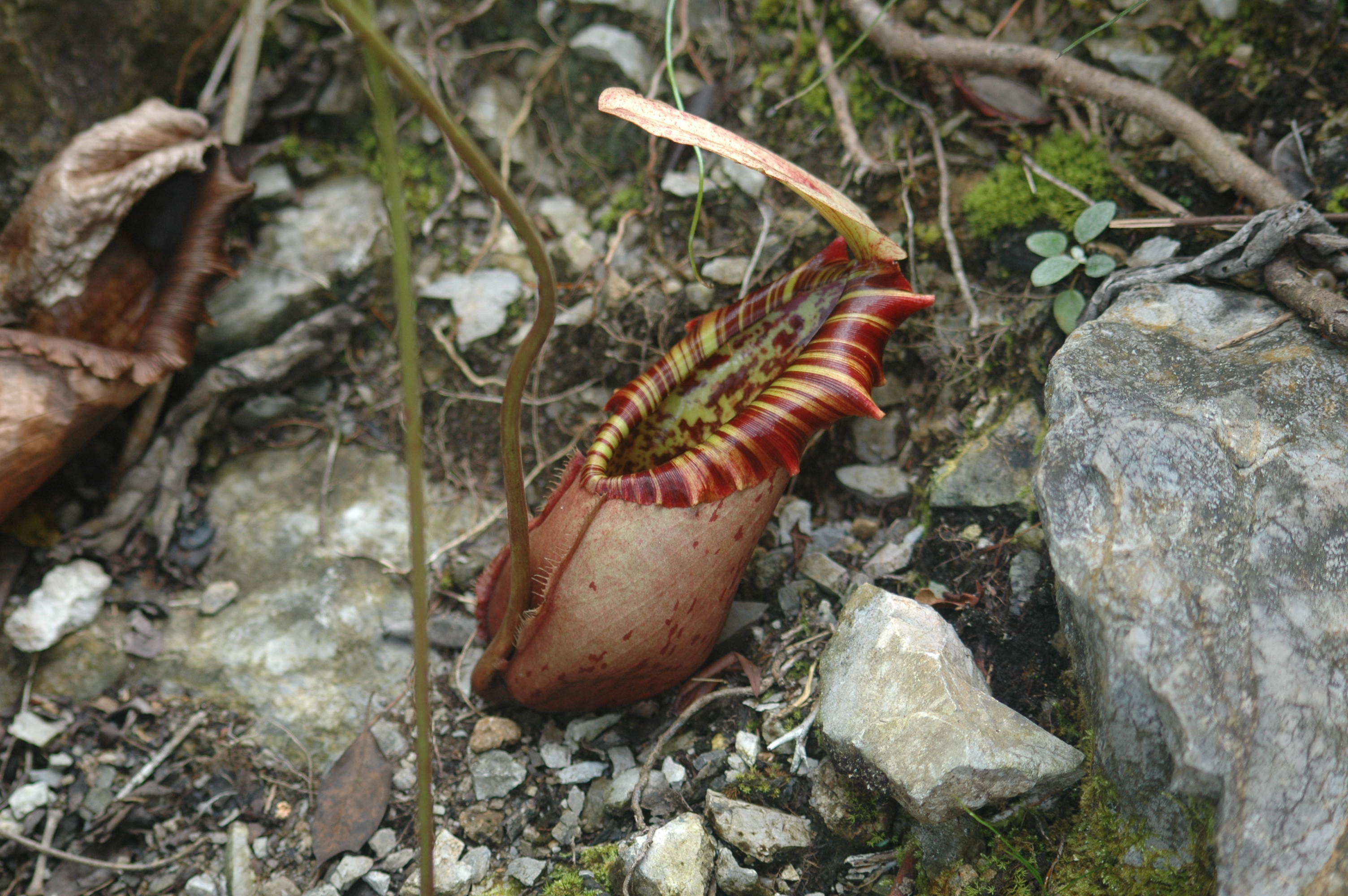